# Jacksonville (Missouri)
Jacksonville – wieś w Stanach Zjednoczonych, w stanie Missouri, w hrabstwie Randolph.